# Хаґіхара Юсуке
Юсуке Хаґіхара (яп. 萩原 雄祐 ; 28 березня 1897, Осака — 29 січня 1979, Токіо) — японський астроном, член Японської академії (1944).

## Життєпис
Народився в Осаці. У 1921 закінчив Токійський університет, удосконалював знання з астрономії в Кембриджському університеті у Артура Стенлі Еддінгтона (1923—1925), в Парижі і Геттінгені (1925), у Гарвардському університеті (1928—1929). У 1921—1957 працював в Токійському університеті (у 1935—1957 — професор астрономії, з 1957 — почесний професор; в 1946—1957 — директор обсерваторії). У 1957—1960 — професор університету Тохоку (місто Сендай), у 1960—1964 — президент ун-ту у місті Уцуномія. У 1948—1959 був членом Наукової ради Японії.
Основні наукові роботи відносяться до небесної механіки та теоретичної астрофізики. Досліджував проблеми вікових збурень і стійкості руху природних і штучних супутників небесних тіл, лібраційні явища в рухах планет і супутників, резонансні явища в русі астероїдів. Істотно розвинув запропоновану Кійоцуґу Хіраяма класифікацію орбіт малих планет за домами. Розглянув багато питань теорії планетарних туманностей — перенесення випромінювання і променисту рівновагу в них, розподіл температури в туманності, обґрунтував застосовність максвеллівського розподілу швидкостей вільних електронів у туманностях. Виконав дослідження з теорії астрономічної рефракції. Ряд робіт присвячений загальній теорії відносності та космології. У 1936 і 1948 брав участь в експедиціях для спостереження сонячних затемнень на острові Хоккайдо; виконав фотометрію сонячної корони.
Хаґіхара відновив зруйновану під час другої світової війни обсерваторію Токійського університету, здійснив модернізацію її устаткування, реорганізував службу часу, створив корональну станцію в Норикурі, встановив радіоастрономічну апаратуру.
Автор книг «Підстави небесної механіки» (т. 1-2, 1947, 1956), «Стійкість у небесній механіці» (1957), «Стійкість Сонячної системи» (1961), «Теорія фігур рівноваги обертової однорідної рідкої маси» (1970), «Небесна механіка» (т. 1-5, 1971—1977).
Віце-президент Міжнародного астрономічного союзу (1961—1967).
Член Лондонського королівського астрономічного товариства. Медаль Дж. Вотсона Національної АН США (1960). Астероїд 1971 Хаґіхара названий на його честь.